# Frank Hardy
Frank Hardy (născut Francis Joseph Hardy; n. 21 martie 1917 – d. 28 ianuarie 1994, Victoria, Australia) a fost un romancier și scriitor de stânga de etnie australiană. El a fost de asemenea un activist care a atras atenția comunității internaționale asupra condiției aborigenilor australieni, prin publicarea cărții sale Australienii Ghinioniști în 1968. A candidat de două ori pentru un loc în parlament.

## Scrieri
- 1950: Putere fără glorie ("Power Whithout Glory")
- 1958: Loteria cu patru picioare ("The Prizes of the Four-legged Lottery")
- 1952: Voiaj în viitor ("Journey into the Future")
- 1963: Legende din Valea lui Benson ("Legends from Benson's Valley")
- 1968: Australienii ghinioniști ("The Unlucky Australians").

Frank Hardy a fost editor al publicației literare Realist Writer.